# 춘천 청평사 삼층석탑
춘천 청평사 삼층석탑(春川 淸平寺 三層石塔)은 대한민국 강원특별자치도 춘천시 북산면 청평리, 청평사에 있는 삼층석탑이다. 1984년 6월 2일 강원특별자치도의 문화재자료 제8호로 지정되었다.

## 개요
청평사 입구의 환희령이라는 언덕 위에 서 있는 3층 석탑이다. 일반적으로 탑은 사찰의 중심건물인 금당 앞에 세우는데 이 탑은 사찰 길목의 계곡이 내려다 보이는 곳에 홀로 서 있다.
형태는 2층 기단(基壇) 위에 3층 탑신(塔身)을 올린 모습이다. 위·아래층 기단과 탑신의 몸돌에는 기둥 모양을 새겼다. 지붕돌은 네 모서리가 들려 있어 날렵한 감을 주며 밑면에는 4단의 받침을 두었다.
아담하면서도 안정감이 드는 탑으로, 통일신라의 일반적인 석탑양식을 따르고 있으나 청평사가 고려 광종 24년(973)에 창건된 사실로 볼 때 고려 전기에 세운 것으로 추정된다.
이 탑은 뱀에 몸이 얽혀 갖은 고생을 하던 당나라 평양 공주가 어느 노승이 신라의 사찰에 가서 기도 불공을 드리라고 했고 평양 공주가 기도할 사찰을 찾아다니다 이곳 청평사 까지 오게 되었는데 사찰근처 계곡 굴(현.공주굴)에서 하루를 묵으며 잠을 자자 절의 종소리가 들렸고  뱀에게 불공을 드리고 다시 오겠다고 하자 왠일로 뱀이 허락을 하며 공주 몸에서 떨어졌고 공주는 냇물에서 목욕후(현.공주탕) 사찰에서 불공을 드리고 있었는데 뱀이 공주의 소식이 궁금하여 사찰입구 회전문을 지나려하자 마른 하늘에 벼락이 쳤다. 뱀은 이 벼락에 맞아 죽게 되고 이 소식을 들은 태종이 은혜를 보답하기 위하여 청평사를 위해 큰불사를 하고 공주는 그 뱀을 기리기 위해 3층 탑을 세웠다는 전설이 전해 내려와 일명 ‘공주탑’이란 애칭으로도 불린다.

## 참고 자료
- 춘천 청평사 삼층석탑 - 국가유산청 국가유산포털